# 汗血馬

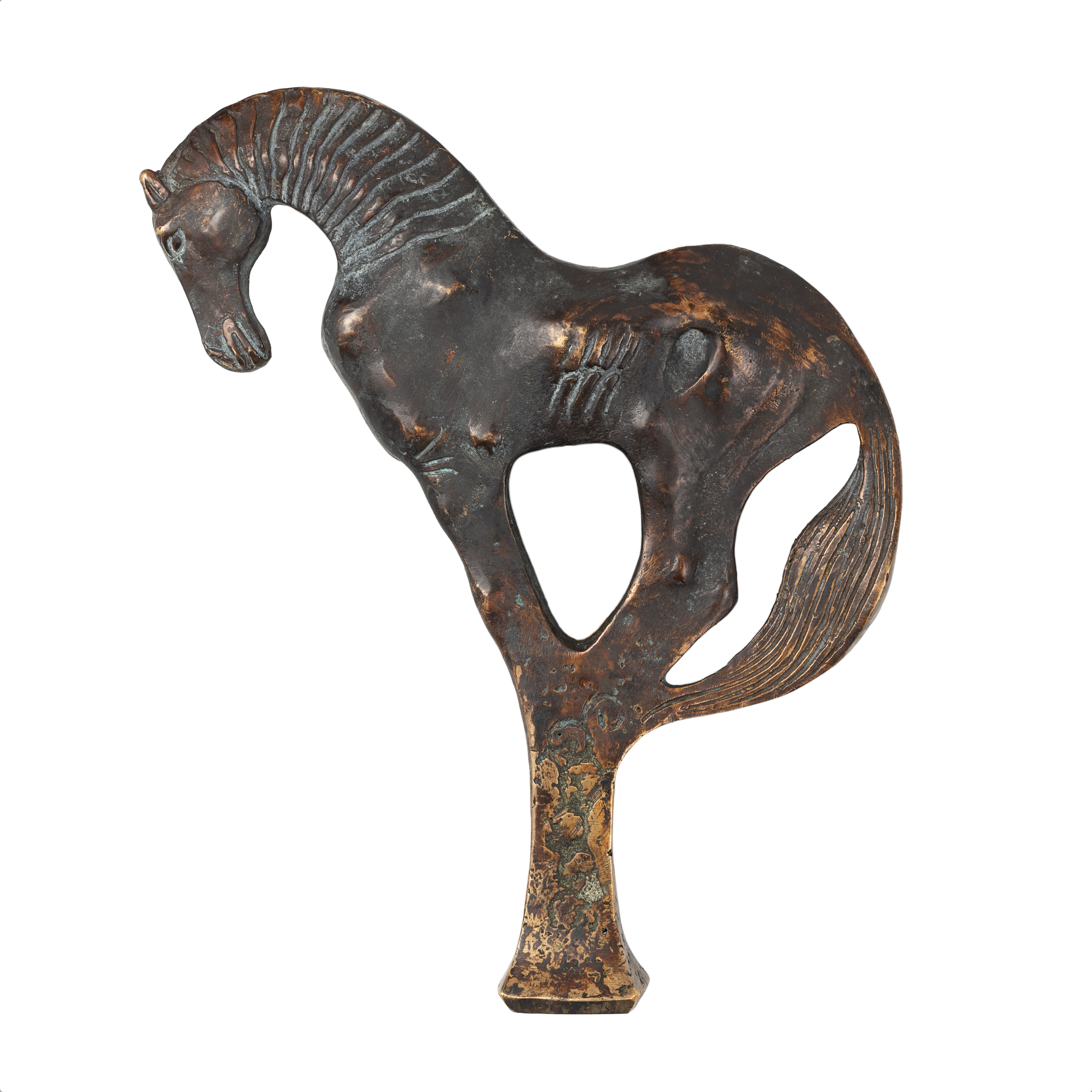
儀式用の金メッキされた青銅の飾りであるフェルガナ馬は、紀元前4〜1世紀に遡り、速度と勝利のV字型のシンボルです。

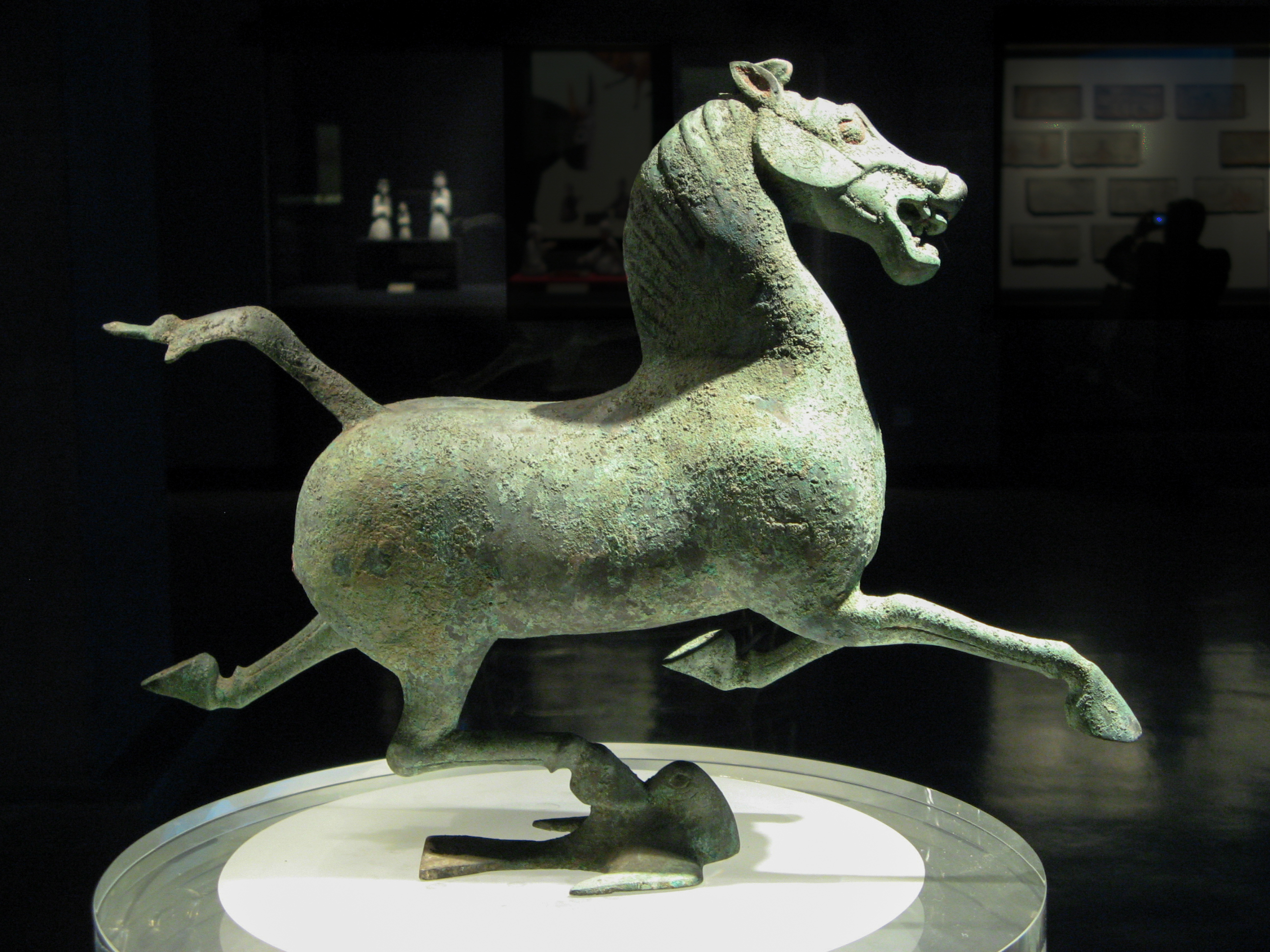
銅奔馬「馬踏飛燕」

汗血馬（かんけつば）は、中国の歴史上で名馬といわれた馬の種類。「血のような汗を流して走る馬」という意味で「汗血馬」と呼ばれる。

## 概要
紀元前4世紀頃から中国は遊牧騎馬民族の侵入を受け続けた。動作が機敏で頑健な北方民族の騎兵に比べ漢民族の使う馬は痩せて非力な馬が多く、重装した兵士が跨って戦う事ができなかった。紀元前2世紀初めの匈奴との戦いでは漢民族側の騎兵は10万頭の馬を失い、強く健康な北方の馬を手に入れることが防衛の要と考えられるようになった。
前漢の武帝時代に、西域への大旅行をした張騫の報告により、大宛（フェルガナ）にこの名馬が産することを知り、外交交渉でこれを手に入れようとしたが決裂したので2度の遠征軍を送り、多数の名馬と約3000頭の繁殖用の馬を得た。その後、漢代末までに中国北部では30万頭の馬が飼育されたと言われる。
武帝は汗血馬を得た喜びのあまり「西極天馬の歌」を作らせて「天馬」と汗血馬のことを褒め称えた。甘粛省武威市の雷祖廟雷台漢墓から出た有名な馬の銅像・「馬踏飛燕」（ばとうひえん）はこの馬をモデルにしたと言われる。
汗血馬は1日に1千里（約500km）を走ると言われている。もちろんこれは誇張であろうが、現存するアハルテケ（アカール・テケとも）という品種は4152kmを84日間で走破したという記録が残っており、赤兎馬のモデルという説がある。
汗血馬という名前に関して言うと、実際に血を流していた、或いはそういう風に見えたという説も多い。馬の毛色によっては汗を流した時に血のように見えることがあるようだ。また寄生虫に寄生されている馬は実際に血の汗を流すことがある。この寄生虫による馬の能力低下はあまり無い。
寄生虫の寄生（皮膚表面での吸血）による滲んだ血液が「血を流す」ように見え、かつその寄生虫による皮膚の刺激（痛み・痒み）によって、あたかも狂ったかのように（通常の馬としての巡行走行速度や走行距離以上に）疾走したというのが汗血馬のいわれでは、という説もある。
現在、中国ではトルクメニスタンから輸入したアハルテケを「汗血馬」として200頭以上を飼育しているという。